# باولو بورتاس
باولو بورتاس (بالبرتغالية: Paulo Portas ‏) (و. 1962  م) هو مقدم تلفزيوني، وسياسي، وصحفي برتغالي، ولد في لشبونة.

## مناصب
تولى منصب نائب رئيس وزراء البرتغال (24 يوليو 2013–26 نوفمبر 2015)، ووزير الخارجية ‏ (21 يونيو 2011–24 يوليو 2013)، ووزير الدفاع الوطني (6 أبريل 2002–12 مارس 2005)، وعضو في البرلمان الأوروبي (20 يوليو 1999–2 نوفمبر 1999)، وعضو في البرلمان الأوروبي (20 يوليو 1999–2 نوفمبر 1999)، وعضو مجلس الجمهورية ‏.

## التعليم
تعلم في Catholic University of Portugal ‏.

## جوائز
حصل على جوائز منها:
- وسام الصليب الأعظم البيروفي لرهبانية الشمس.

| المناصب السياسية    | المناصب السياسية                                        | المناصب السياسية |
| ------------------- | ------------------------------------------------------- | ---------------- |
| سبقه Eurico de Melo | نائب رئيس وزراء البرتغال 24 يوليو 2013 - 26 نوفمبر 2015 | تبعه             |
| سبقه                | وزير الخارجية 21 يونيو 2011 - 24 يوليو 2013             | تبعه             |
| سبقه Rui Pena       | وزير الدفاع الوطني 6 أبريل 2002 - 12 مارس 2005          | تبعه Luís Amado  |
| سبقه                | عضو البرلمان الأوروبي 20 يوليو 1999 - 2 نوفمبر 1999     | تبعه             |
| سبقه                | عضو البرلمان الأوروبي 20 يوليو 1999 - 2 نوفمبر 1999     | تبعه             |

## وصلات خارجية
- باولو بورتاس على موقع IMDb (الإنجليزية)
- باولو بورتاس على موقع مونزينجر (الألمانية)
- باولو بورتاس على موقع قاعدة بيانات الفيلم (الإنجليزية)
- باولو بورتاس في قاعدة بيانات الأفلام على الإنترنت